# إمداد المياه والصرف الصحي في جنوب إفريقيا
إمدادات المياه والصرف الصحي في جنوب أفريقيا تتميز الإنجازات والتحديات. بعد انتهاء الفصل العنصري جنوب أفريقيا الحكومة المنتخبة حديثا كافحت مع الخدمة ثم النمو وتراكمات فيما يتعلق بالحصول على إمدادات المياه والصرف الصحي وضعت. وبالتالي جعلت الحكومة التزاما قويا معايير الخدمة العالية وإلى مستويات عالية من دعم الاستثمار لتحقيق تلك المعايير. ومنذ ذلك الحين، حققت البلاد بعض التقدم فيما يتعلق بتحسين فرص الحصول على إمدادات المياه: وصلت وصول الجميع إلى مصدر محسن للمياه في المناطق الحضرية، وفي المناطق الريفية زادت حصة تلك مع وصول من 66٪ إلى 79٪ من عام 1990 لعام 2010.
جنوب أفريقيا لديها أيضا صناعة المياه قوية مع سجل حافل في مجال الابتكار. ومع ذلك، فقد تم إحراز تقدم أقل بكثير على الصرف الصحي: زيادة فرص الحصول فقط من 71٪ إلى 79٪ خلال نفس الفترة. مشاكل كبيرة لا تزال المتعلقة الاستدامة المالية من مقدمي الخدمات، مما يؤدي إلى نقص في الانتباه إلى صيانة. حالة عدم اليقين بشأن قدرة الحكومة على الحفاظ على مستويات التمويل في القطاع هو أيضا مصدر قلق. اثنين من السمات المميزة لقطاع المياه في جنوب أفريقيا هي سياسة المياه الأساسي المجاني ووجود مجالس المياه، والتي هي وكالات إمدادات المياه السائبة التي تعمل خطوط الأنابيب وبيع المياه من الخزانات إلى البلديات.
في مايو 2014 تم الإعلان عن أن وزارة المياه والصرف الصحي ديربان فازت بجائزة ستوكهولم للمياه الصناعة «لنهج التحويلية وشامل لها»، ووصفه بأنه «واحد من المرافق الأكثر تقدما في العالم». وقد ربط المدينة 1.3 مليون شخص إضافي إلى المياه الجارية وتوفير 700,000 مع الوصول إلى المراحيض في 14 عاما. كان أيضا أول بلدية في جنوب أفريقيا لوضع المياه الأساسي المجاني للفقراء موضع التنفيذ. وعلاوة على ذلك فقد روجت حصاد مياه الأمطار والطاقة المائية المصغرة.

## موارد المياه واستخدامها

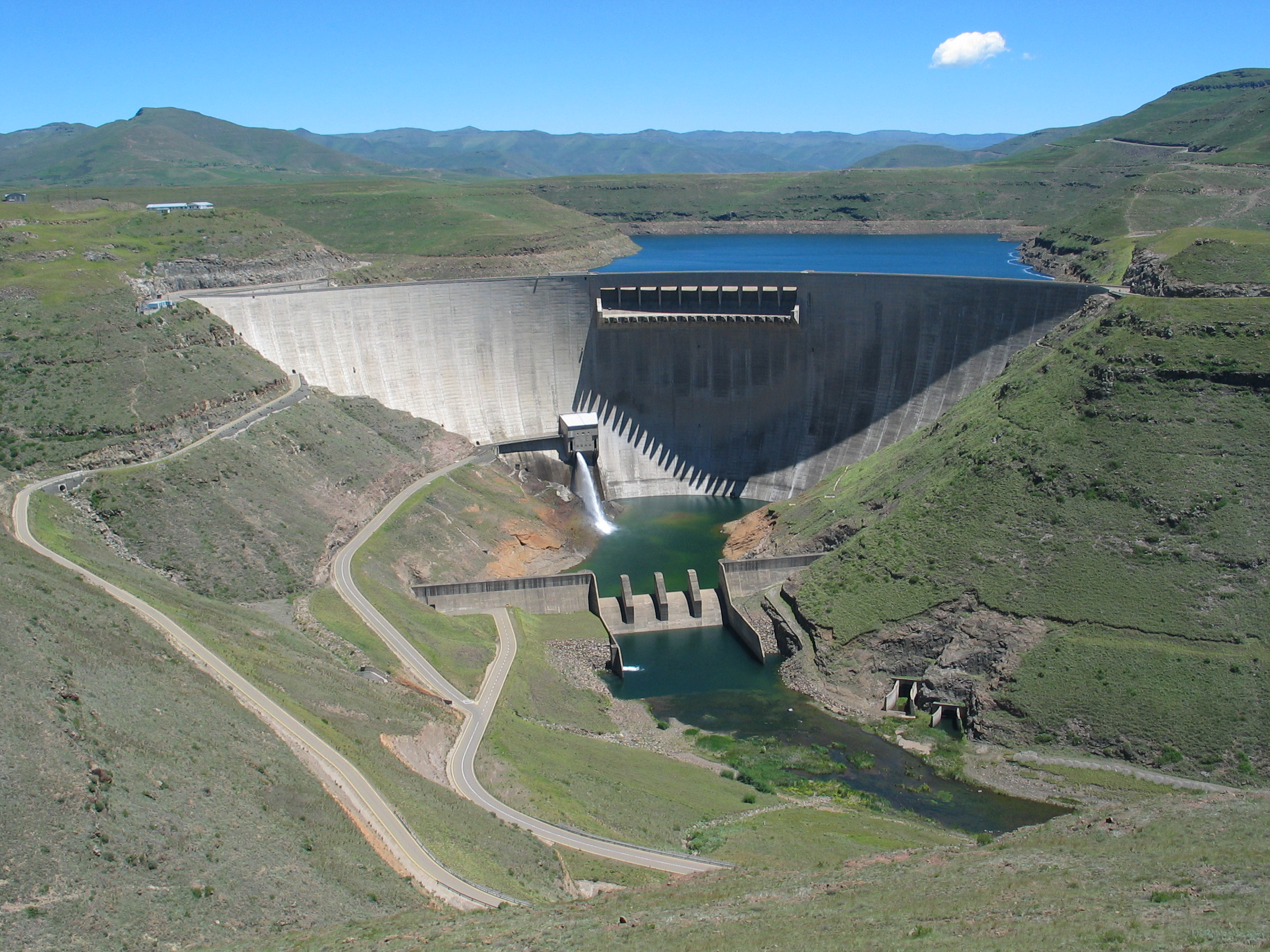
و سد Katse في ليسوتو مصدرا هاما من إمدادات المياه للمنطقة غوتنغ القاحلة القريبة من جوهانسبرغ، معقل الصناعي في جنوب أفريقيا.
توافر المياه في جنوب أفريقيا يختلف كثيرا في المكان والزمان. في حين أن الغرب هو جاف مع هطول الأمطار فقط خلال فصل الصيف ومنخفضة تصل إلى 100MM، وشرق وجنوب شرق تلقي هطول الأمطار طوال العام بمعدل يصل إلى 1،000mm. ويقدر مجموع الجريان السطحي السنوي في 43-48 كم3، اعتمادا على المصدر.
وفقدت الكثير من الجريان السطحي من خلال انسكاب الفيضانات، بحيث تقدر موارد المياه السطحية المتاحة في 14 كم3 / سنة فقط. على الرغم من أن المياه الجوفية محدودة بسبب الظروف الجيولوجية، ويستخدم على نطاق واسع في المناطق الريفية وأكثر القاحلة. ويقدر المتاحة المياه الجوفية في 1 كم3 / سنة. الأنهار الرئيسية في جنوب أفريقيا هي صغيرة نسبيا بالمقارنة مع الأنهار واسعة من العالم:. على سبيل المثال، تصريف نهر النيل وحدها حوالي ست مرات أعلى من موارد المياه السطحية المتاحة من جميع الأنهار في جنوب أفريقيا معا
الأنهار الرئيسية هي نهر أورانج استنزاف إلى المحيط الأطلسي، ونهر ليمبوبو، ونهر إنكوماتي، ونهر مابوتو، ونهر Tugela ، ونهر Olifants (ليمبوبو)، ونهر Breede .وإنكوماتي ومابوتو، Thukela ويمبوبو كل هجرة إلى المحيط الهندي. أهم الأنهار في جنوب أفريقيا هي العابرة للحدود: تتوزع نهر أورانج مع بوتسوانا وناميبيا وليسوتو، و«برج المياه» من جنوب أفريقيا. ويشارك في حوض نهر ليمبوبو-Olifants مع بوتسوانا وزيمبابوي وموزمبيق، التي تقع أبعد المصب. وقد تم تعيين لجان دولية لجميع الدول المشاطئة لادارة هذه الموارد المائية العابرة للحدود. موارد المياه في المستقبل المحتملة هي مياه البحر لتحلية المياه أو نقل المياه من نهر زامبيزي.
ويقدر إجمالي سحب المياه السنوي في 12.5 كم3 في عام 2000، والتي كانت حوالي 17٪ للاستخدام المياه البلدية. في الأجزاء الشمالية من البلاد، وتقريبا كاملة النمو على حد سواء المياه والمياه الجوفية موارد المياه السطحية والاستفادة منها. في المناطق الجنوبية الشرقية تسقى جيدا من البلاد وتوجد موارد غير المطورة والمستخدمة صغيرة-كبيرة. وغوتنغ المنطقة القريبة من جوهانسبرغ، وهو المياه شحيحة جدا، وتتلقى المياه من السدود المختلفة في المنطقة مثل السد فال واردات المياه من نظام نهر أورانج من خلال مشروع مياه المرتفعات في ليسوتو، ولا سيما من السد Katse . كيب تاون يتلقى مياه الشرب من نظام اسعة من الأنهار والسدود، بما في ذلك سد نهر بيرغ.

## المحصول المائي

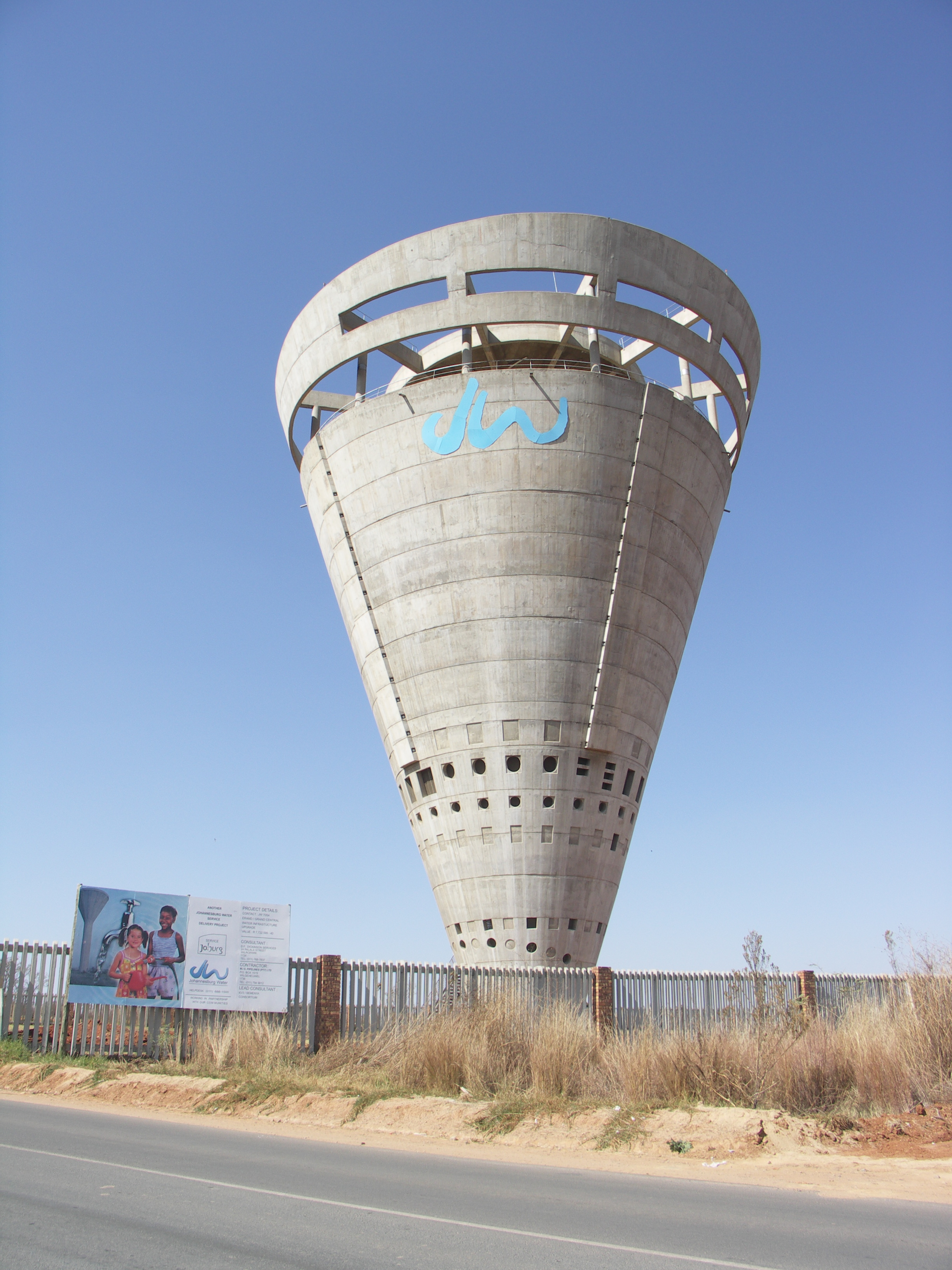
برج المياه في ميدراند ، جوهانسبرغ

جنوب أفريقيا هي واحدة من البلدان القليلة في العالم التي تكرس الحق الأساسي في المياه الكافية في الدستور، مشيرتا إلى أن «لكل فرد الحق في الحصول على (...) الغذاء والماء الكافي». ومع ذلك، لا يزال هناك الكثير الذي يتعين القيام به لتحقيق هذا الحق.
بعد انتهاء الفصل العنصري حكومة جنوب أفريقيا المنتخبة حديثا ورثت تراكمات ضخمة الخدمات فيما يتعلق بالحصول على إمدادات المياه والصرف الصحي. ووفقا لمصدر واحد، كان حوالي 15 مليون شخص بدون إمدادات المياه الصالحة للشرب وأكثر من 20 مليون دون خدمات الصرف الصحي الكافية في عام 1990. ونسبة السكان الذين يمكنهم الوصول إلى مصدر محسن للمياه ارتفعت من 83٪ عام 1990 إلى 91٪ في اكتسبت 2010. تقريبا 15 مليون شخص الوصول خلال تلك الفترة.
هذا لا يزال أقل من الأهداف السياسية: في خطابه عن حالة الاتحاد الذي يلقيه مايو 2004 الرئيس ثابو مبيكي قد وعدت «جميع الأسر لديها مياه جارية في غضون خمس سنوات». وعلى الرغم من التقدم الكبير، لم يتحقق هذا الهدف بشكل كامل. في بعض المناطق الريفية والنساء تنفق ما يصل إلى ثلث وقتهم جلب المياه من الجداول والآبار. كما أنها مسؤولة عن استخدامه لطهي وجبات الطعام، وغسل الغسيل والاستحمام الأطفال.
وفيما يتعلق الصرف الصحي، فقد كان التقدم أبطأ. ووفقا لتقديرات منظمة الصحة العالمية العالمي / اليونيسيف برنامج الرصد المشترك لإمدادات المياه والصرف الصحي استنادا إلى بيانات المسح والتعداد، حصة جنوب أفريقيا مع إمكانية الوصول إلى خدمات الصرف الصحي المحسنة ارتفعت ببطء من 71٪ في عام 1990 إلى 75٪ في عام 2000 و79٪ في 2010. وفي عام 2010، يقدر بنحو 11 مليون في جنوب افريقيا لا تزال لم يكن لديك إمكانية الوصول إلى مرافق الصرف الصحي المحسنة: إنهم وتستخدم المرافق المشتركة (4 ملايين)، والدلاء (3 ملايين) أو يمارس التغوط في العراء (4 ملايين).
ووفقا ل إحصاءات جنوب أفريقيا، والوصول إلى أعلى، جزئيا لأنه يتضمن مرافق مشتركة في تعريفه للصرف الصحي. ووفقا للأرقام تعداد عام 2011، زيادة إمكانية الوصول إلى مرافق الصرف الصحي من 83٪ في عام 2001 إلى 91٪ في عام 2011، بما في ذلك المراحيض المشتركة والفردية وكذلك المراحيض الكيميائية. حصة الأسر التي لديها إمكانية الوصول إلى المراحيض ارتفع من 53٪ في عام 2001 إلى 60٪ في عام 2011. والآثار الصحية الناجمة عن عدم كفاية saniation يمكن أن تكون خطيرة، كما يدل على ذلك يقدر بنحو 1.5 مليون حالة من الإسهال في الأطفال دون سن الخامسة واندلاع عام 2001 الكوليرا.

## جودة الخدمة

### نوعية المياه واستمرارية الإمداد
جودة الخدمة هو متغير للغاية والبيانات ناقصة. في عام 2003، كان 63٪ من البلديات غير قادرة على قول ما إذا التقيا معايير جودة مياه الشرب أم لا. وتوقفت إمدادات المياه إلى 37٪ من الأسر لمدة يوم واحد على الأقل في عام 2003. زبائن لم وغالبا ما زالوا لا يثقون أن نوعية مياه الشرب الكافية. هذا هو السبب في أن إدارة الشؤون المياه أدخلت في عام 2008 ما يسمى «قطرة الأزرق» إستراتيجية تنظيم نوعية المياه القائمة على الحوافز. في إطار إستراتيجية معتمدة مقدمي الخدمات البلدية مع «قطرة الأزرق» إذا كانت تفي بمتطلبات معينة. وتشمل هذه ليس فقط الامتثال لمعايير جودة المياه، ولكن أيضا وجود خطة سلامة المياه، عملية مراقبة ومصداقية نتائج العينة، وغيرها.
يعتبر النظام دوليا باعتبارها فريدة من نوعها في المجال التنظيمي مياه الشرب وتم استقبالا حسنا من قبل منظمة الصحة العالمية. ومع ذلك، ومراقبون من القطاع الخاص يقولون ان «عنصرا تدور قوي» يحيط البرنامج وأن نوعية المياه هو في الواقع تدهور المستوى الوطني «، في حين تحاول الحكومة لتشويه سمعة المعلقين الذين يصرون على وجهة نظرهم بأن هناك مشكلة». في عام 2009، حصلت 23 نظم إمدادات المياه على شهادة الأزرق قطرة. في عام 2010، 9 فقدت و24 اكتسب لأول مرة، ليصل المجموع إلى 38 (أقل من 5 في المئة) من أصل 787 الأنظمة التي تم تقييمها. كان الأداء أفضل ثلاث جوهانسبرغ وكيب تاون وبلدة صغيرة من Bitou .
إمدادات المياه بشكل متزايد تحت الضغط. الإتخامية هو مصدر قلق متزايد مع حوالي ثلث الحجم الكلي للمياه الذي عقد في التخزين الاستراتيجي تقترب من النقطة التي لم يعد مناسبا لهذا الغرض دون تدخل كبير ومكلف الإدارة. تدفقات العائد من مناطق التعدين، وخاصة من أنشطة تعدين الذهب، تتدهور بسرعة، مع المياه الحمضية للغاية بدأ صب من الألغام adandoned والمهجورة.

### معالجة مياه الصرف الصحي
55٪ من محطات معالجة مياه الصرف الصحي، وخاصة الصغيرة منها، لا تلبي معايير النفايات السائلة وبعض حتى لا قياس جودة مياه الصرف. في قياسا على شهادة نظام انخفاض الأزرق لمياه الشرب، أطلقت الحكومة على شهادة قطرة الخضراء لمعالجة مياه الصرف الصحي البلدية. اعتبارا من عام 2011 مايو 7 من أصل 159 السلطات إمدادات المياه كانت معتمدة مع انخفاض الأخضر، و32 من 1,237 محطات معالجة مياه الصرف الصحي. وفي عام 2009، عندما تم تقييم 449 محطات معالجة مياه الصرف الصحي، وفقا لبيانات حكومية رسمية كانت 7٪ لم تصنف على أنها تدار بشكل ممتاز، و38٪ «التي تتم في حدود المعايير المقبولة» و55٪ يتم تنفيذ ضمن معايير مقبولة.
وفقا لبلو واتر بيو، وهي شركة عالمية متخصصة في معالجة مياه الصرف الصحي، من أصل 1,600 محطات معالجة مياه الصرف الصحي في جنوب أفريقيا - وليس جميعها مدرجة في تقييم الخضراء قطرة - 60٪ على الأقل لم يتم تلبية متطلبات الامتثال التنظيمية ووفقا لدراسة من قبل لجنة أبحاث المياه في جنوب أفريقيا في شراكة مع الاتحاد الجنوب أفريقي الحكومة المحلية نشرت في يونيو حزيران عام 2013، وشملت 44٪ من محطات معالجة مياه الصرف الصحي في عينة تمثيلية تستخدم تقنيات غير مناسبة ومكلفة دون داع. هناك نقص التمويل للصيانة بسبب التعريفات المنخفضة، وعدم كفاية جمع وغياب حلقة سياج من عائدات لغرض الحفاظ على الأصول، بحيث البلديات «تشغيل الأصول إلى الفشل».

## الإدارات العاملة
ويتم تنظيم قطاع المياه والصرف الصحي العام في جنوب أفريقيا في ثلاثة مستويات مختلفة:
الحكومة الوطنية، ممثلة في إدارة شؤون المياه (DWA)، واضعة السياسة.
إدارة مجالس المياه، والتي توفر المياه بالجملة في المقام الأول، ولكن أيضا بعض خدمات التجزئة وتشغيل بعض محطات معالجة مياه الصرف الصحي، بالإضافة إلى لعب دور في إدارة الموارد المائية؛
البلديات، والتي توفر الخدمات الأكثر التجزئة وأيضا تمتلك بعض من البنية التحتية لإمدادات السائبة.
البنوك، جمعية WISA المهنية، لجنة أبحاث المياه والمجتمع المدني أيضا أصحاب المصلحة المهمين في هذا القطاع.

### السياسة والتنظيم
و زارة شؤون المياه (DWA) في وزارة شؤون المياه والبيئة هو المسؤول الأول عن صياغة وتنفيذ السياسات التي تحكم إدارة الموارد المائية، فضلا عن إمدادات مياه الشرب. وفيما يتعلق المرافق الصحية، «هناك غياب مقلق للتنظيم (...) على جميع مستويات الحكومة»، وفقا لتقرير مستقل. حوالي عام 2010 تم نقل وظيفة الصرف الصحي من DWA إلى إدارة مستوطنات البشرية (DHS)، على الرغم من أن بعض المهام التنظيمية تبقى على ما يبدو مع DWA «، مما تسبب في ارتباك المؤسسي على الأدوار والمسؤوليات».

### تقديم الخدمات
والمسؤولية المشتركة لتقديم الخدمات بين مختلف الكيانات: البلديات في البلاد 231 هي المسؤولة عن توزيع المياه والصرف الصحي سواء بشكل مباشر أو غير مباشر من خلال الشركات المملوكة البلديات أو الشركات الخاصة؛ مجالس المياه المملوكة للحكومة هي المسؤولة عن تشغيل معظم البنية التحتية لإمدادات المياه وبعض أنظمة مياه الصرف الصحي. والشؤون المالية للسلطة نفق عبر كاليدون وتطور السدود والسائبة البنية التحتية لإمدادات المياه.
البلديات . وفقا للدستور، وقانون الهياكل البلدية وقانون خدمات المياه لعام 1997 مسؤولية توفير خدمات المياه والصرف الصحي تقع على عاتق السلطات خدمات المياه، الذي يحدد قانون خدمات المياه مثل البلديات. هناك 52 حي البلديات و231 البلديات المحلية في جنوب أفريقيا (انظربلديات جنوب أفريقيا).
في كثير من الحالات، حي البلديات هي السلطات خدمات المياه. ومع ذلك، يمكن للحكومة وطنية تعيين المسؤولية عن توفير الخدمات للبلديات المحلية. وعموما، هناك 169 السلطات خدمات المياه في جنوب أفريقيا، بما في ذلك مجالس المياه، حي البلديات والبلديات المحلية والشركات البلدية. عادة البلديات توفر خدمات المياه والصرف الصحي مباشرة من خلال وحدة البلدية أو الدائرة. على سبيل المثال، eThekwini (ديربان) تقدم هذه الخدمات من خلال وحدة المياه والصرف الصحي eThekwini.
ومع ذلك، فإنها يمكن أن تفوض هذه المسؤولية إلى مزود خدمات المياه لفترة محددة. على سبيل المثال، في عام 2001 مدينة جوهانسبرغ خلقت جوهانسبرغ المياه، وهي شركة مستقلة قانونيا وماليا مملوكة بالكامل من قبل البلدية. وقد تم ذلك كجزء من «خطة التحول» شرعت من قبل السلطة البلدية جوهانسبرغ الكبرى في ذلك الوقت. وقد التزمت جوهانسبرغ المياه نفسها للامتثال لأحكام تقرير الملك على حوكمة الشركات، بما في ذلك العمل الإيجابي، والشفافية، وتقييم الأداء، مدونة لقواعد السلوك، وإدارة المخاطر المهنية وتقارير الاستدامة.
عزز دستور عام 1996 استقلالية البلديات. ونتيجة لذلك، تم نقل المسؤولية عن إمدادات المياه الريفية والصرف الصحي من الحكومة الوطنية، ممثلة DWAF، للبلديات.
المقال الرئيسي: خصخصة المياه في جنوب أفريقيا
مشاركة القطاع الخاص . منذ عام 1994 وقد شملت بعض البلديات القطاع الخاص في تقديم الخدمات في أشكال مختلفة، بما في ذلك عقود لخدمات محددة مثل معالجة مياه الصرف الصحي، وعقود الإدارة على المدى القصير والتنازلات على المدى الطويل.
المقال الرئيسي: مجلس المياه (جنوب أفريقيا)
مجالس المياه . المجالس المياه المملوكة للحكومة 13 تلعب دورا رئيسيا في قطاع المياه في جنوب أفريقيا. تعمل السدود والسائبة البنية التحتية لإمدادات المياه وبعض البنى التحتية التجزئة وبعض أنظمة مياه الصرف الصحي. بعض أيضا تقديم المساعدة التقنية للبلديات.
السلطة نفق عبر كاليدون . السلطة نفق عبر كاليدون (TCTA) هي كيان المملوكة للدولة مع البعثة لتمويل وتنفيذ الجزء الأكبر البنية التحتية للمياه الخام. تم إنشاؤه في عام 1986 لتطوير مشروع مياه ليسوتو المرتفعات، وهو مشروع مشترك بين ليسوتو وجنوب أفريقيا. واعتبارا من عام 2012، وقد وضعت TCTA أو تطوير ستة مشاريع السدود وتوفير المياه بكميات كبيرة أخرى في جميع أنحاء البلاد، بما في ذلك سد نهر بيرغ .TCTA تبيع كميات كبيرة من المياه إلى الحكومة، ممثلة في وزارة المياه مثل مالك للمجالس المياه التي تعالج الماء وبيعه إلى البلديات والمناجم.يستخدم TCTA هذه الإيرادات أساسا لتسديد الديون وأثار ذلك لتمويل البنية التحتية، وتكاليف التشغيل، وعلى دفع إتاوات للحكومة ليسوتو.

### إدارت اخري
البحوث والتدريب والمعرفة . جنوب أفريقيا لديها بنية تحتية للأبحاث والتدريب قوية إلى حد ما في قطاع المياه. تدعم لجنة أبحاث المياه (WRC) لبحوث المياه والتنمية فضلا عن بناء القدرات البحثية المستدامة للمياه في جنوب أفريقيا. وهي بمثابة محورها المياه المعرفة 'المحور' في البلاد الرائدة في خلق ونشر وتطبيق المعرفة التي تركز على المياه، مع التركيز على إدارة الموارد المائية، والنظم الإيكولوجية المرتبطة المياه، واستخدام المياه وإدارة النفايات واستخدام المياه في الزراعة.
يحتفظ معهد المياه من جنوب أفريقيا (WISA)، وهي جمعية مهنية، أعضائها على اطلاع على أحدث التطورات في مجال تكنولوجيا المياه والبحوث من خلال الاتصال، وصلات وانتماءات وطنية ودولية.
الممولين والمروجين . وبنك التنمية للجنوب الأفريقي (DBSA) هو لاعب مهم في قطاع المياه والصرف الصحي، على حد سواء باعتبارها الممول وباعتبارها المروج مستشار والمشاريع. في الفترة 2005-2006 كانت حوالي 29٪ من مشاريعها المعتمدة للإمدادات المياه (1,881 مليون راند) والصرف الصحي (165 مليون راند). وتشمل مؤسسات التمويل الأخرى في قطاع البنية التحتية المالية ذات المسؤولية المحدودة، والذي يدعي أنه فقط 100٪ البنية التحتية المملوكة للقطاع الخاص صندوق الديون في العالم.
المجتمع المدني . جنوب أفريقيا لديها مجتمع مدني نابض بالحياة، التي تضم عددا كبيرا من المنظمات غير الحكومية (المنظمات غير الحكومية) لأهداف متنوعة جدا والعضوية والأساليب. من جهة، ويشمل المجتمع المدني ما يسمى ب «الحركات الاجتماعية الجديدة» المتشددة التي ظهرت بعد انتهاء الفصل العنصري، مثل حملة كيب مكافحة الطرد الغربية شكلت في عام 2000 وتنظيم ساكن كوخ Abahlali مجوندولو تشكلت في عام 2005. وقتال المياه خفض العرضية لعدم دفع ومنخرطون في «الاستيلاء الشعبي الشامل» خدمات المياه. وتزعم هذه المجموعات لتمثيل الأكثر فقرا والمظلومين الناس في جنوب أفريقيا.
من ناحية أخرى، المجتمع المدني في جنوب أفريقيا يتضمن الثقة مفولا التي تصرف على مدى R300 مليون لبرامج ومشاريع خدمات المياه وقدمت الخدمات لأكثر من مليون من جنوب افريقيا الذين سبق لم يكن لديك الوصول إلى إما الماء أو خدمات الصرف الصحي. وهي متخصصة في تنفيذ ودعم إيصال خدمات المياه في المناطق الريفية وشبه الحضرية من خلال إدارة المجتمع، وإنشاء مقدمي خدمات المياه المجتمعية ودعم السلطات المحلية لتهيئة بيئة مواتية لتحقيق الاستدامة.

## وصلات داخلية
الحوارات الوطنية لجنوب افريقيا

## روابط خارجية
- الحوارات الوطنية لجنوب افريقيا
- نظام المعلومات القومي